# Saison 2 d'Unikitty!
Chronologie
Saison 1
Cet article présente la liste des épisodes de la deuxième saison de la série d'animation américaine Unikitty!. Elle est diffusée aux États-Unis depuis 4 février 2019 sur Cartoon Network.
En France, elle est diffusée depuis le 28 décembre 2018 sur France 4 et depuis le 10 avril 2019 sur Cartoon Network France.

## Épisodes
| No. de série | No. de saison | Titres (français & original)                 | Réalisation             | Scénario                    | Première diffusion | Première diffusion |
| ------------ | ------------- | -------------------------------------------- | ----------------------- | --------------------------- | ------------------ | ------------------ |
| 41           | 1             | Bataille aquatique Pool Duel                 | Careen Ingle            | Jordan Morris               | 4 février 2019     | 9 janvier 2019     |
|              |               |                                              |                         |                             |                    |                    |
| 42           | 2             | Le gang de la molaire Tooth Trouble          | Careen Ingle            | Chad Quandt et Aaron Waltke | 5 février 2019     | 16 janvier 2019    |
|              |               |                                              |                         |                             |                    |                    |
| 43           | 3             | Catastrographe This Spells Disaster          | Brock Gallagher         | Chad Quandt et Aaron Waltke | 5 février 2019     | 16 janvier 2019    |
|              |               |                                              |                         |                             |                    |                    |
| 44           | 4             | Roadtrip en folie Roadtrip Ruckus            | Careen Ingle            | Emily Brundige              | 6 février 2019     | 16 janvier 2019    |
|              |               |                                              |                         |                             |                    |                    |
| 45           | 5             | Souvenirs en folie Memory Amok               | Ed Skudder & Lynn Wang  | AJ Watts                    | 6 février 2019     | 17 avril 2019      |
|              |               |                                              |                         |                             |                    |                    |
| 46           | 6             | Élections Election Day                       | Brock Gallagher         | Adeline Colangelo           | 7 février 2019     | 17 avril 2019      |
|              |               |                                              |                         |                             |                    |                    |
| 47           | 7             | Insomnuit Pyjama No Sleep Sleep Over         | Ed Skudder et Lynn Wang | Aaron Preacher              | 7 février 2019     | 24 avril 2019      |
|              |               |                                              |                         |                             |                    |                    |
| 48-49        | 8-9           | Le parc de la désattraction Unfairgrounds    | Ed Skudder Lynn Wang    | Emily Brundige Matty Smith  | 8 février 2019     | 1er mai 2019       |
|              |               |                                              |                         |                             |                    |                    |
| 50           | 10            | Kitty & Hawk                                 | Adriel Garcia           | Kyle McVey                  | 11 février 2019    | 24 avril 2019      |
|              |               |                                              |                         |                             |                    |                    |
| 51           | 11            | Communion avec la nature Camp Unikitty       | Neil Graf               | Kyle McVey                  | 12 février 2019    | 1er mai 2019       |
|              |               |                                              |                         |                             |                    |                    |
| 52           | 12            | Hawkodile Sensei                             | Brock Gallagher         | Greg White                  | 13 février 2019    | 1er mai 2019       |
|              |               |                                              |                         |                             |                    |                    |
| 53           | 13            | Les conditions idéales Perfect Moment        | Careen Ingle            | Dani Michaeli               | 14 février 2019    | 1er mai 2019       |
|              |               |                                              |                         |                             |                    |                    |
| 54           | 14            | L'ennui P.L.O.T. Device                      | Neil Graf               | Jordan Morris               | 15 février 2019    | 1er mai 2019       |
|              |               |                                              |                         |                             |                    |                    |
| 55           | 15            | Qui a enlevé Toast ? Who Took Toast          | Adriel Garcia           | Matty Smith                 | 18 février 2019    | 8 mai 2019         |
|              |               |                                              |                         |                             |                    |                    |
| 56           | 16            | La course à l'arc-en-ciel Rainbow Race       | Brock Gallagher         | Brady Klosterman            | 19 février 2019    | 8 mai 2019         |
|              |               |                                              |                         |                             |                    |                    |
| 57           | 17            | Les bips Beep                                | Neil Graf               | Katie Matilla               | 20 février 2019    | 8 mai 2019         |
|              |               |                                              |                         |                             |                    |                    |
| 58           | 18            | La livraison Delivery Effect                 | Brock Gallagher         | Jordan Morris               | 21 février 2019    | 8 mai 2019         |
|              |               |                                              |                         |                             |                    |                    |
| 59           | 19            | Tous au laser game Lazer Tag                 | Adriel Garcia           | Nick Wiger                  | 22 février 2019    | 8 mai 2019         |
|              |               |                                              |                         |                             |                    |                    |
| 60           | 20            | titre français inconnu Trapped in Paradise   | Neil Graf               | Brady Klosterman            | 25 février 2019    | en cours           |
|              |               |                                              |                         |                             |                    |                    |
| 61           | 21            | La guerre des farces Prank War               | Adriel Garcia           | Mikey Heller                | 25 février 2019    | 28 décembre 2018   |
|              |               |                                              |                         |                             |                    |                    |
| 62           | 22            | La sécurité d'abord Safety First             | Adriel Garcia           | Kevin Fleming et Rob Janas  | 26 février 2019    | 27 novembre 2019   |
|              |               |                                              |                         |                             |                    |                    |
| 63           | 23            | titre français inconnu Volcano               | Brock Gallagher         | Ed Skudder et Lynn Wang     | 26 février 2019    | en cours           |
|              |               |                                              |                         |                             |                    |                    |
| 64           | 24            | Premier vol First Flight                     | Careen Ingle            | Tobi Wilson                 | 27 février 2019    | 28 novembre 2019   |
|              |               |                                              |                         |                             |                    |                    |
| 65           | 25            | titre français inconnu Cheerleading          | Careen Ingle            | Ed Skudder et Lynn Wang     | 27 février 2019    | en cours           |
|              |               |                                              |                         |                             |                    |                    |
| 66           | 26            | L'équipe des bras cassés Rag Tag             | Brock Gallagher         | Jordan Morris               | 28 février 2019    | 29 novembre 2019   |
|              |               |                                              |                         |                             |                    |                    |
| 67           | 27            | titre français inconnu Career Day            | Adriel Garcia           | Brady Klosterman            | 28 février 2019    | en cours           |
|              |               |                                              |                         |                             |                    |                    |
| 68           | 28            | Le blues des astéroïdes Asteroid Blues       | Adriel Garcia           | Kevin Fleming et Rob Janas  | 1er mars 2019      | 30 novembre 2019   |
|              |               |                                              |                         |                             |                    |                    |
| 69           | 29            | titre français inconnu The Big Trip          | Neil Graf               | Matty Smith                 | 1er mars 2019      | en cours           |
|              |               |                                              |                         |                             |                    |                    |
| 70           | 30            | titre français inconnu Late Night Talky Time | Neil Graf               | Jordan Morris               | 24 décembre 2019   | en cours           |
|              |               |                                              |                         |                             |                    |                    |